# Alfonsino d'Este
Alfonsino d'Este (11 de novembro, 1560 — Ferrara, 4 de setembro de 1578) foi um nobre italiano, membro da Casa d'Este. Era filho mais velho de Afonso d'Este, Marquês de Montecchio e neto de Afonso I d'Este, duque de Ferrara.

## Biografia

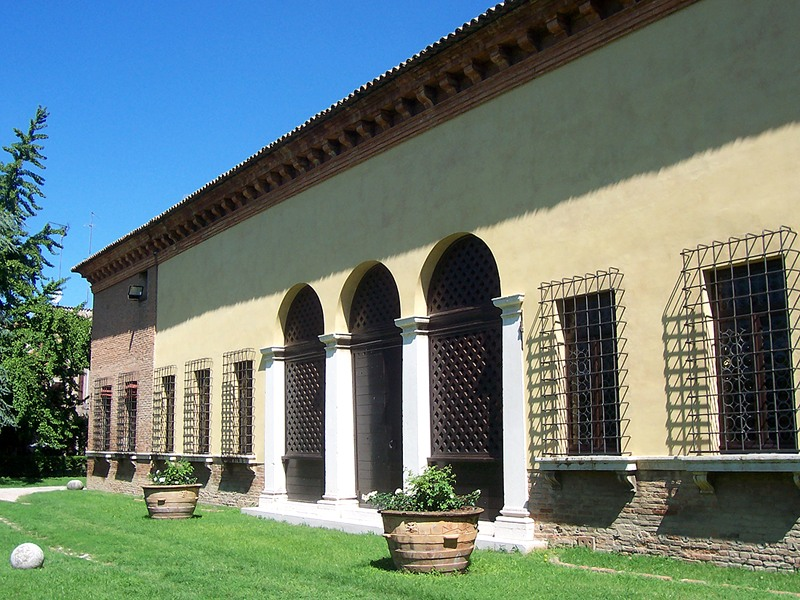
Ferrara, Palacete de Marfisa d'Este.

Alfonsino era o filho primogénito de Afonso d'Este, Marquês de Montecchio (do ramo ilegítimo dos Este de Montecchio) e de Júlia Della Rovere.
De precárias condições físicas, Alfonsino casa, a 5 de maio de 1578, com a sua prima Marfisa d'Este (filha legitimada de Francisco d'Este), que, com base nas disposições testamentárias do pai, falecido em fevereiro de 1578, só entraria na posse da herança se viesse a casar com um membro da casa d'Este. O matrimónio foi homenageado com um poema de Torquato Tasso, "Già il notturno sereno" ("Rime", livro II, 11 de março de 1579).

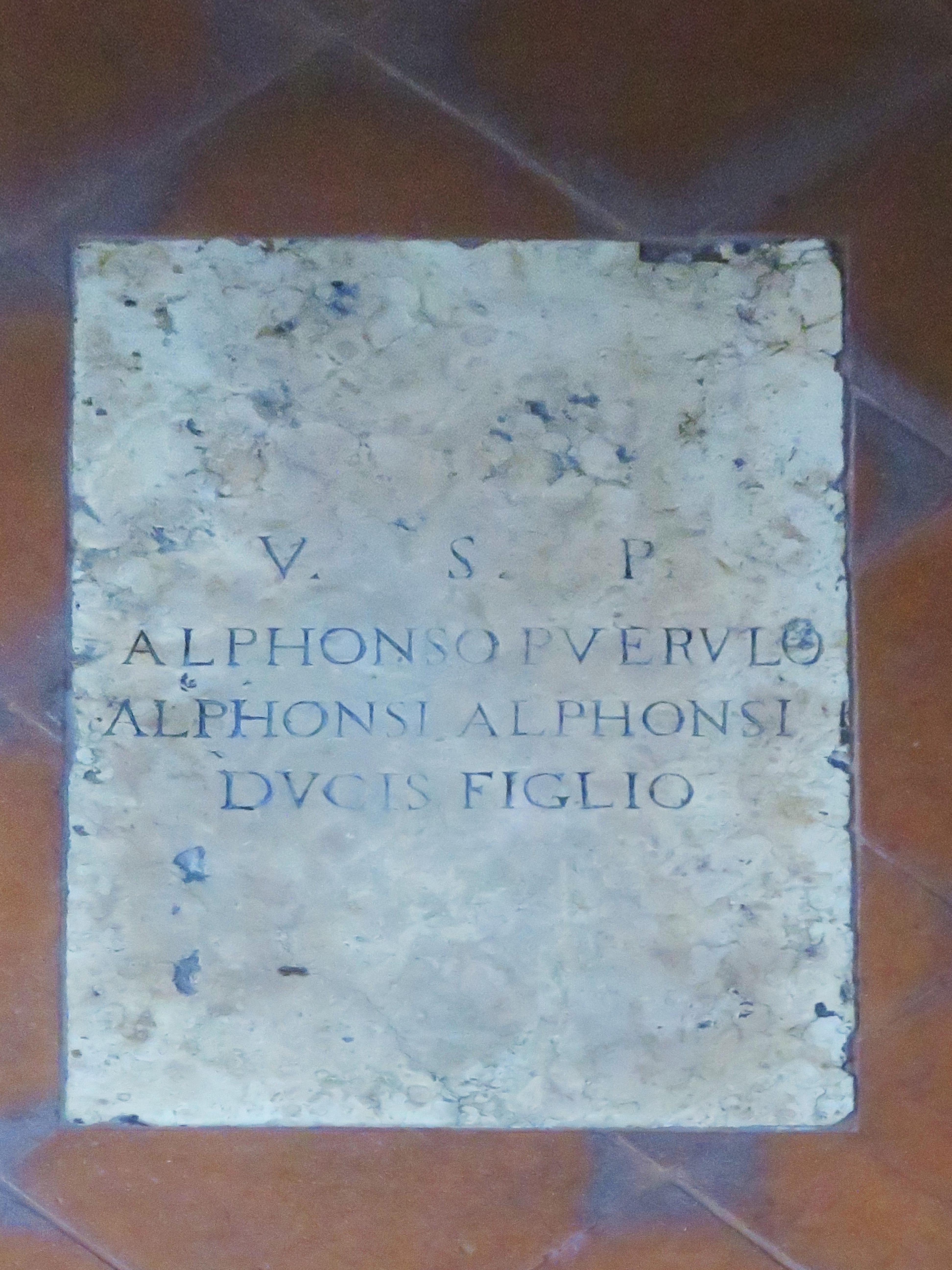
Mosteiro de Corpus Domini, Ferrara): túmulo de Alfonsino d'Este.

Alfonsino, era cinco anos mais jovem que a mulher, morre pouco depois, a 4 de setembro] de 1578. Marfisa, amante dos divertimentos e apesar do luto, continuou a participar nas festas da corte e, em 30 de janeiro de 1580 volta a casar com Alderano Cybo-Malaspina, príncipe herdeiro do Ducado de Massa e Carrara.